# Stazione di Bologna San Ruffillo
La stazione di Bologna San Ruffillo è una stazione ferroviaria della linea Bologna–Firenze. La stazione è ubicata nel quartiere Savena del comune di Bologna, in una zona residenziale.
La gestione degli impianti è affidata a Rete Ferroviaria Italiana (RFI), controllata del Gruppo Ferrovie dello Stato Italiane.

## Storia
La stazione venne aperta il 22 aprile 1934 in occasione dell'inaugurazione della ferrovia "direttissima" tra Bologna e Firenze.
Nel piazzale adiacente alla stazione, si trova un cippo commemorativo a ricordo degli eccidi di San Ruffillo, avvenuti nel 1945 a poca distanza dalla stazione.

## Strutture e impianti
Il fabbricato viaggiatori si compone di due livelli ma soltanto il piano terra è aperto al pubblico. L'edificio è in muratura ed è tinteggiato di giallo. Il fronte della struttura presenta cinque aperture per piano che consistono in cinque archi a centina strombati; gli archi sono rivestiti in pietra bianca così da risaltare rispetto al resto della struttura. I due livelli sono delimitati da una cornice marcapiano anch'essa in pietra bianca.
La stazione disponeva di uno scalo merci con annesso magazzino. Nel 2011 il magazzino merci è stato ristrutturato e ospita i locali tecnici di Rete Ferroviaria Italiana; l'architettura del magazzino è molto simile a quella delle altre stazioni ferroviarie italiane. L'area che prima ospitava i binari dello scalo merci oggi è stata disarmata e asfaltata: qui vengono parcheggiate le auto private dei ferrovieri e i mezzi di servizio.
Dal lato opposto dello scalo merci sono presenti due edifici minori in mattone: uno ospita i servizi igienici, l'altro i locali tecnici.
Il piazzale è composto da quattro binari, tutti dotati di banchina, riparati da una pensilina e collegati fra loro da un sottopassaggio.

## Movimento
La stazione è servita dai treni regionali della linea S1 del servizio ferroviario metropolitano di Bologna, in servizio sulle relazioni Porretta Terme/Marzabotto-Bologna Centrale-Pianoro e Bologna Centrale-Prato, con una frequenza complessiva di un treno ogni 15 minuti in ora di punta.
I treni sono svolti da Trenitalia Tper nell'ambito del contratto di servizio stipulato con la Regione Emilia-Romagna.
Ai fini tariffari, la stazione ricade nell'area urbana di Bologna, entro la quale sono validi i normali titoli di viaggio urbani.
Al 2007, l'impianto risultava frequentato da un traffico giornaliero medio di 278 persone. A novembre 2013, l'impianto risultava frequentato da un traffico giornaliero medio di 575 persone.
A novembre 2019, la stazione risultava frequentata da un traffico giornaliero medio di circa 566 persone (282 saliti + 284 discesi).

## Servizi
La stazione è classificata da RFI nella categoria silver.
La stazione dispone di:
- Biglietteria automatica
- Servizi igienici
- Sala di attesa

## Interscambi
- Fermata filobus (Direttissima, linea 13)
- Fermata autobus